# Jan Kempdorp
Jan Kempdorp este un oraș din provincia Noord-Kaap, Africa de Sud.